# 诺埃尔·赞卡内拉
諾埃爾·贊卡內拉，在洛杉矶、加州發跡的美國音樂製作人和詞曲作家。他幫像泰勒·斯威夫特、共和世代、魔力紅、B.o.B.、體育課英雄樂團、蓋文·迪克羅和蔻比·凱蕾等流行和搖滾歌手創作與製作歌曲。

## 歷史
2015年，贊卡內拉贏得BMI流行獎年度詞曲作家獎。